# Leszek Wojtasiak
Leszek Jan Wojtasiak (ur. 12 maja 1961 w Ujeździe) – polski polityk, samorządowiec i przedsiębiorca, w latach 2006–2013 wicemarszałek województwa wielkopolskiego.

## Życiorys
Od połowy lat 80. do 1993 pracował w państwowej stadninie koni w Iwnie, m.in. jako zastępca kierownika gospodarstwa. Prowadził następnie własną działalność gospodarczą, zajmował też kierownicze stanowiska w spółkach prawa handlowego.
W latach 1990–1994 był radnym Kostrzyna. W 2001 wstąpił do Platformy Obywatelskiej. Z listy tego ugrupowania w wyborach samorządowych w 2006 uzyskał mandat radnego sejmiku wielkopolskiego. Na pierwszym posiedzeniu został powołany na funkcję wicemarszałka województwa. W wyborach w 2010 po raz drugi został radnym województwa. 1 grudnia tego samego roku ponownie objął stanowisko wicemarszałka. Pełnił tę funkcję do lutego 2013. W listopadzie tego samego roku złożył mandat radnego sejmiku. W 2014 z powodzeniem ubiegał się o ponowny wybór na radnego województwa, 1 grudnia tego samego roku został członkiem nowego zarządu województwa. 24 kwietnia 2017 podał się do dymisji. W 2018 nie kandydował w kolejnych wyborach samorządowych. W 2024 wystartował natomiast do sejmiku z ramienia ugrupowania OK Samorząd.
W kwietniu 2017 przedstawiono mu zarzuty związane ze składaniem oświadczeń majątkowych i korekt do oświadczeń majątkowych, w których zawarto nieprawdziwe dane. Polityk nie przyznał się do popełnienia zarzucanych mu przestępstw. W sierpniu tego samego roku sąd rejonowy w Poznaniu uznał, że Leszek Wojtasiak dopuścił się zarzucanych mu czynów i warunkowo umorzył postępowanie.

## Odznaczenia i wyróżnienia
W 2010 otrzymał Złoty Krzyż Zasługi, a w 2012 Odznakę „Zasłużony dla Miasta Kalisza”.